# Copa da Liga Japonesa de 2015
A Copa da Liga Japonesa 2015 foi a 24ª edição da Copa da Liga Japonesa. Iniciou-se em 18 de março e terminou em 31 de outubro, onde a final foi realizada novamente no Estádio de Saitama. Além de participar da Copa Suruga Bank do ano seguinte, a ser realizado em sua casa.
Sendo disputada em em quatro fases, sendo fase de grupos, quartas, semifinais e final. Na fase de grupos, as equipes são distribuídas em dois grupos - A e B - com exceção dos quatro times classificados da Liga dos Campeões Asiática, que entram nas quartas. onde se juntam aos dois melhores de cada grupo, em jogos de ida e volta, assim como as semifinais, com a final em jogo único. seu campeão foi o Kashima Antlers que sagrou-se hexacampeão da competição, ao bater o campeão da temporada passada: Gamba Osaka, por 3 a 0.

## Fase de grupos
| Legenda                           |
| --------------------------------- |
| Classificados às quartas-de-final |
| Eliminados                        |

### Grupo A
| Equipe              | Pts | J | V | E | D | GP | GC | SG |
| ------------------- | --- | - | - | - | - | -- | -- | -- |
| FC Tokyo            | 12  | 6 | 3 | 3 | 0 | 8  | 4  | +4 |
| Albirex Niigata     | 11  | 6 | 3 | 2 | 1 | 9  | 4  | +5 |
| Sanfrecce Hiroshima | 9   | 6 | 2 | 3 | 1 | 9  | 6  | +2 |
| Shonan Bellmare     | 9   | 6 | 2 | 3 | 1 | 5  | 6  | -1 |
| Sagan Tosu          | 8   | 6 | 2 | 2 | 2 | 3  | 4  | -1 |
| Matsumoto Yamaga    | 4   | 6 | 1 | 1 | 4 | 8  | 13 | -5 |
| Ventforet Kofu      | 2   | 6 | 0 | 2 | 4 | 4  | 10 | -6 |

### Grupo B
| Equipe              | Pts | J | V | E | D | GP | GC | SG |
| ------------------- | --- | - | - | - | - | -- | -- | -- |
| Nagoya Grampus      | 13  | 6 | 4 | 1 | 1 | 12 | 11 | +1 |
| Vissel Kobe         | 11  | 6 | 3 | 2 | 1 | 11 | 5  | +6 |
| Kawasaki Frontale   | 9   | 6 | 2 | 3 | 1 | 7  | 6  | +1 |
| Montedio Yamagata   | 8   | 6 | 2 | 2 | 2 | 10 | 11 | -1 |
| Yokohama F. Marinos | 6   | 6 | 2 | 0 | 4 | 7  | 7  | 0  |
| Shimizu S-Pulse     | 6   | 6 | 2 | 0 | 4 | 6  | 12 | -6 |
| Vegalta Sendai      | 5   | 6 | 1 | 2 | 3 | 6  | 8  | -2 |

## Fase finais

### Equipes classificadas
| Gamba Osaka        | Albirex Niigata |
| Urawa Red Diamonds | FC Tokyo        |
| Kashima Antlers    | Nagoya Grampus  |
| Kashiwa Reysol     | Vissel Kobe     |

| Chave de cores                                |
| --------------------------------------------- |
| Classificados diretamente às quartas-de-final |
| Vindos da fase de grupos                      |

#### Confrontos
|  | Quartas-de-final   | Quartas-de-final  | Quartas-de-final  | Quartas-de-final  |   |                 | Semifinais        | Semifinais        | Semifinais        | Semifinais        |  |  | Final           | Final         | Final         | Final         |
|  | 2 a 6 de setembro  | 2 a 6 de setembro | 2 a 6 de setembro | 2 a 6 de setembro |   |                 | 9 a 11 de outubro | 9 a 11 de outubro | 9 a 11 de outubro | 9 a 11 de outubro |  |  | 31 de outubro   | 31 de outubro | 31 de outubro | 31 de outubro |
|  |                    |                   |                   |                   |   |                 |                   |                   |                   |                   |  |  |                 |               |               |               |
|  | Kashima Antlers    | 2                 | 3                 | 5                 |   |                 |                   |                   |                   |                   |  |  |                 |               |               |               |
|  | FC Tokyo           | 2                 | 0                 | 2                 |   |                 |                   |                   |                   |                   |  |  |                 |               |               |               |
|  | FC Tokyo           | 2                 | 0                 | 2                 |   | Kashima Antlers | 2                 | 4                 | 6                 |                   |  |  |                 |               |               |               |
|  |                    |                   |                   |                   |   | Kashima Antlers | 2                 | 4                 | 6                 |                   |  |  |                 |               |               |               |
|  |                    | Vissel Kobe       | 1                 | 1                 | 2 |                 |                   |                   |                   |                   |  |  |                 |               |               |               |
|  | Vissel Kobe        | Vissel Kobe       | 1                 | 1                 | 2 | 2               | 2                 | 4                 |                   |                   |  |  |                 |               |               |               |
|  | Vissel Kobe        |                   |                   |                   |   | 2               | 2                 | 4                 |                   |                   |  |  |                 |               |               |               |
|  | Kashiwa Reysol     | 0                 | 3                 | 3                 |   |                 |                   |                   |                   |                   |  |  |                 |               |               |               |
|  |                    |                   |                   |                   |   |                 |                   |                   |                   |                   |  |  | Kashima Antlers | 3             |               |               |
|  |                    |                   | Gamba Osaka       | 0                 |   |                 |                   |                   |                   |                   |  |  |                 |               |               |               |
|  | Nagoya Grampus     | 1                 | 2                 | 3 (9)             |   |                 |                   |                   |                   |                   |  |  |                 |               |               |               |
|  | Gamba Osaka (pen)  | 1                 | 2                 | 3 (10)            |   |                 |                   |                   |                   |                   |  |  |                 |               |               |               |
|  | Gamba Osaka (pen)  | 1                 | 2                 | 3 (10)            |   | Gamba Osaka     | 1                 | 2                 | 3                 |                   |  |  |                 |               |               |               |
|  |                    |                   |                   |                   |   | Gamba Osaka     | 1                 | 2                 | 3                 |                   |  |  |                 |               |               |               |
|  |                    | Albirex Niigata   | 2                 | 0                 | 2 |                 |                   |                   |                   |                   |  |  |                 |               |               |               |
|  | Urawa Red Diamonds | Albirex Niigata   | 2                 | 0                 | 2 | 0               | 3                 | 3                 |                   |                   |  |  |                 |               |               |               |
|  | Urawa Red Diamonds |                   |                   |                   |   | 0               | 3                 | 3                 |                   |                   |  |  |                 |               |               |               |
|  | Albirex Niigata    | 5                 | 0                 | 5                 |   |                 |                   |                   |                   |                   |  |  |                 |               |               |               |

### Final
O campeão terá o direito de decidir na sua casa, a Copa Suruga Bank de 2016. ainda em data há ser definida.

## Premiação
| Copa da Liga Japonesa 2015        |
| --------------------------------- |
| Kashima Antlers Campeão 6º título |